# Волокское сельское поселение (Андреапольский район)
Во́локское се́льское поселе́ние — упразднённое муниципальное образование в составе Андреапольского района Тверской области.
На территории поселения находились 35 населённых пунктов. Центр поселения — деревня Волок.
Образовано в 2005 году, включило в себя территории Волокского, Горицкого и Любинского сельских округов.

## Географические данные
- Нахождение: восточная часть Андреапольского района
  - Граничит:
    - на севере — с Пеновским районом, Рунское СП
    - на востоке — с Пеновским районом, Ворошиловское СП
    - на юге — с Андреапольским СП
    - на юго-западе — с Торопацким СП
    - на северо-западе — с Бологовским и Аксёновским СП

Основная река — Волкота. Много озёр, крупнейшие — Лучанское, Бросно.

## История
В XIX-начале XX века территория поселения относилась к Холмскому уезду Псковской губернии. В 1929—1935 гг. входила в Западную область, с 1935 года — в Калининскую область. В 1944—1957 гг. относилась к Великолукской области, с 1957 опять к Калининской области.

В 1936—1960 годах территория поселения относилась к двум районам: юго-восточная часть поселения, бывший Волокский сельский округ (Ново-Быстрянский сельсовет) входила в Ленинский район (центр — г.Андреаполь); северо-западная часть, бывшие Горицкий сельский округ (Заборовский сельсовет) и Любинский сельский округ (Лучанский сельсовет) — в Сережинский район (центр — с. Бологово).

В 1963—1965 годах территория поселения входила в Торопецкий район. С 12 января 1965 относится к Андреапольскому району.

## Население
| 2002 | 2005 | 2010 | 2011 | 2012 | 2013 | 2014 |
| ---- | ---- | ---- | ---- | ---- | ---- | ---- |
| 168  | ↗616 | ↘471 | ↘467 | ↘417 | ↘392 | ↘361 |
| 2015 | 2016 | 2017 | 2018 | 2019 |      |      |
| ↘326 | ↘313 | ↘299 | ↘286 | ↗293 |      |      |

По переписи 2002 года в присоединённых Горицком и Любинском сельских округах было 250 и 212 человек.

## Состав сельского поселения
В состав сельского поселения входили 35 населённых пунктов:
| №  | Населённый пункт | Тип населённого пункта          | Население |
| -- | ---------------- | ------------------------------- | --------- |
| 1  | Андроново        | деревня                         | ↘11       |
| 2  | Антоново         | деревня                         | ↗10       |
| 3  | Бенек            | деревня                         | ↘9        |
| 4  | Борзово          | деревня                         | ↘1        |
| 5  | Боталы           | деревня                         | ↘0        |
| 6  | Бросно           | деревня                         | →0        |
| 7  | Быстри           | деревня                         | ↘8        |
| 8  | Волок            | деревня, административный центр | ↗121      |
| 9  | Выползово        | деревня                         | ↘16       |
| 10 | Горицы           | деревня                         | ↘66       |
| 11 | Горки            | деревня                         | ↘0        |
| 12 | Гущино           | деревня                         | ↘1        |
| 13 | Дмитрово         | деревня                         | ↘33       |
| 14 | Дядькино         | деревня                         | ↘16       |
| 15 | Заборовье        | деревня                         | →1        |
| 16 | Заноги           | деревня                         | ↘1        |
| 17 | Колотилово       | деревня                         | →0        |
| 18 | Крест            | деревня                         | ↘1        |
| 19 | Кузнецово        | деревня                         | ↘21       |
| 20 | Ломинское        | село                            | ↘0        |
| 21 | Любино           | деревня                         | ↘105      |
| 22 | Микшино          | деревня                         | ↘17       |
| 23 | Новокруглое      | деревня                         | ↘1        |
| 24 | Новосёлки        | деревня                         | →0        |
| 25 | Новоследово      | деревня                         | ↘1        |
| 26 | Ососово          | деревня                         | ↘1        |
| 27 | Песчаха          | деревня                         | ↘1        |
| 28 | Рахново          | деревня                         | ↘0        |
| 29 | Рябинец          | деревня                         | →0        |
| 30 | Савино           | деревня                         | ↘1        |
| 31 | Синьково         | деревня                         | ↘1        |
| 32 | Стеклино         | деревня                         | →1        |
| 33 | Суховарино       | деревня                         | →0        |
| 34 | Шарыгино         | деревня                         | ↘6        |
| 35 | Ям               | деревня                         | ↘0        |

### Бывшие населенные пункты
- в бывшем Волокском сельском округе — Вдовец, Волкота, Одоево, Бросница, Малашево, Покровское и другие.
- в бывшем Горицком сельском округе — Боброво-Лука, Истомино, Зенцово, Родина, Самково, Судеревье, Семешино и другие. Деревня Подлесица присоединена к д. Горицы.
- в бывшем Любинском сельском округе — Внучки, Лапоногово, Котрово, Носоновка, Лучане, Платоновка, Сопки и другие.

## Экономика
Основные хозяйства: АОЗТ «Рахновское», СПК «Быстрянский» и СПК «Любинский».